# Caterpillarklubben

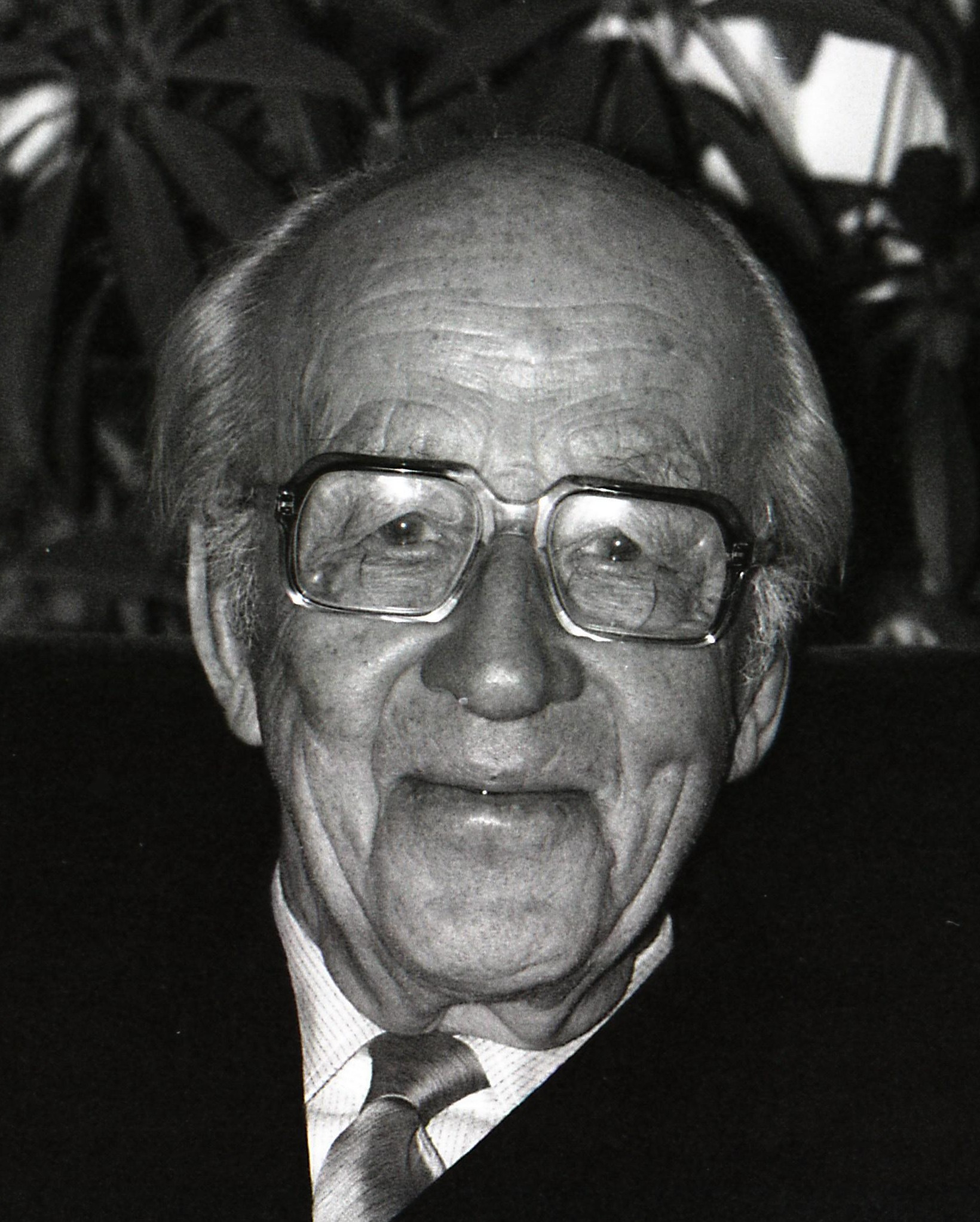
Nils Söderberg, Sveriges förste medlem i Caterpillarklubben.

Caterpillarklubben är ett informellt sällskap för människor som räddat sig ur ett flygplan med fallskärm. Det har fått sitt namn efter den lilla silkesmask som producerade silket till de första fallskärmarna. Klubben startades 1922 av fallskärmstillverkaren Irvin Parachute Company. För medlemskap fordrades ursprungligen att man hade räddat sig från ett manöverodugligt flygplan med en fallskärm tillverkad av Irving PC. Numera ges medlemskap till alla som har räddat sig med en fallskärm oavsett tillverkare.
Den första kvinnan som blev medlem var amerikanskan Fay Gillis Wells. Förste svenske medlemmen blev dåvarande löjtnanten i Flygvapnet Nils Söderberg då han 7 juli 1926, exakt en vecka efter det självständiga Flygvapnets tillblivelse, var tvungen att hoppa ur sin J 1, Phönix D.III, efter motorstopp i samband med utprovning av flygplanets egenskaper under flatspinn. År 1946 gjordes den första räddningen med katapultstol i Sverige, av B O Johansson från en Saab J 21.

## Svenska trippelmedlemmar
Jan Björkman (1963, 1966 och 1967) är trippelmedlem. Han räddade sig från flygplanstyperna J 29 och J 35.

## Svenska dubbelmedlemmar
Bland svenska dubbelmedlemmar märks

- Nils Söderberg (1926 och 1936)
- Björn Lindskog (1933 och 1942)
- Bill Bergman (1935 och 1940)
- Adrian Florman (1944 och 1945).

## Övriga svenska medlemmar
Bland övriga svenska medlemmar märks

- Björn Bjuggren (1931)
- Lage Thunberg (1931)
- Bengt Nordenskiöld (1941)
- Stig Wennerström (1944)
- Curry Melin, meteorolog (1949)
- Lennart Lindgren (1955)
- Sven Lampell (1967)
- Åke Pettersson (1972)
- Lars Rådeström (1993).

## Kuriosa
År 1959 blev kapten Ingemar Persson och den då värnpliktige passageraren Nils Borg medlemmar genom att båda räddade sig i Perssons skärm under en flygning med en J 33 Venom från Västmanlands flygflottilj.  
Nicholas Alkemade, sergeant i Royal Air Force som under andra världskriget hoppade från en brinnande Avro Lancaster utan fallskärm och landade oskadad i en snödriva nekades medlemskap eftersom han inte hade använt fallskärm. 
Välkända namn bland icke svenska medlemmar är Charles Lindbergh som inom loppet av två år hoppade fyra gånger och den tidigare amerikanske presidenten George H.W. Bush.
Räddas man av livbåt, flytväst eller liknande blir man medlem i Goldfish Club. (en)